# Schwarzlehen
Schwarzlehen ist ein Ortsteil der oberbayerischen Gemeinde Eurasburg im Landkreis Bad Tölz-Wolfratshausen. Die Einöde liegt circa zweieinhalb Kilometer westlich von Eurasburg.

## Baudenkmäler
Siehe: Liste der Baudenkmäler in Schwarzlehen